# Хаб Сандоунс
Хаб Сандоунс(англ. Hub Sundowns Football Club) — свазілендський футбольний клуб, який базується у місті Мацафа.

## Історія
В сезоні 2001/02 років «Хаб Сандоунс» виграв чемпіонат у окрузі Манзіні та вийшов до Першого дивізіону чемпіонату Свазіленду. А вже наступного сезону команда стає срібним призером Першого дивізіону та отримує путівку до Прем'єр-ліги. В своєму дебютному сезоні в елітному дивізіоні національного чемпіонату «Хаб Сандоунс» посідає 10-те місце та зберігає прописку в лізі на наступний сезон. Наступного сезону команда посідає останнє 12-те місце в Прем'єр-лізі та покидає її, Але в сезоні 2005/06 років «Хаб Сандоунс» стає чемпіоном Першого дивізіону та повертається до Прем'єр-ліги. Проте повернення виявилося дуже невдалим, клуб посів останнє 12-те місце та знову змушений був повернутися до Першого дивізіону національного чемпіонату. Наступного сезону команда посіла 8-ме місце в Першому дивізіоні та змогла зберегти прописку в дивізіоні лише завдяки кращій різниці забитих та пропущених м'ячів. Але в сезоні 2008/09 років команда продемонструвала відмінний результат, посіла друге місце в чемпіонаті та здобула путівку до Прем'єр-ліги. Але вже наступного сезону «Хаб Сандоунс» посів у Прем'єр-лізі передостаннє 11-те місце та змушений був боротися за право зберегти прописку в чемпіонаті. Проте вже в сезоні 2010/11 років команда посіла 12-те місце серед 14-ти команд-учасниць, а оскільки цього року чотири найгірші команди ліги вилітали до Першого дивізіону, то «Хаб Сандоунс» потрапив до числа цієї четвірки. Але вже в 2013 році «Хаб Сандоунс» посідає 10-те місце серед 12-ти команд-учасниць, а оскільки цього сезону чотири найгірші команди цього дивізіону по завершенню чемпіонату вилітають з нього, то «Хаб Сандоунс» був одним з цих чотирьох клубів.

## Досягнення
- Кубок Свазіленду з футболу‎:
  -  Володар (1): 2005

- Перший дивізіон чемпіонату Свазіленду з футболу
  -  Чемпіон (1): 2005/06
  -  Срібний призер (2): 2002/03, 2008/09

- Чемпіонат округу Манзіні з футболу
  -  Чемпіон (1): 2001/02